# سوني إكسبيريا أكرو إس
سوني اكسبيريا اكرو اس (بالإنجليزية: Sony Xperia acro S)‏ هو هاتف ذكي من سوني موبايل كوميونيكيشنز يعمل بنظام أندرويد، تم طرحه في الأسواق في 2012 م .

## الخصائص
- نظام التشغيل: أندرويد
- الكاميرا الأمامية: 1.3 ميجابكسل
- الكاميرا الخلفية: 12.1 ميجابكسل
- الشاشة: إل سي دي 1280×720
- الوزن: 147 غرام
- المعالج: 1.5 جيجا هرتز ثنائي النواة